# Línea Almendricos-Águilas
La línea Almendricos-Águilas fue un ramal ferroviario, de ancho ibérico, que pertenecía a la línea Lorca-Baza. Tenía una longitud de casi 32 kilómetros y permitía una conexión del ferrocarril principal con el puerto más cercano de la zona, Águilas. En la actualidad el trazado forma parte de la línea Murcia-Águilas.

## Historia
La construcción del trazado corrió a cargo de la Great Southern of Spain Railway Company, de capital británico, que también estaba construyendo el ferrocarril principal de Lorca a Baza. Este ramal debía servir para dar salida por vía marítima al tráfico de mineral. La línea fue inaugurada el 1 de abril de 1890, construyéndose en Águilas un importante complejo ferroviario. El 12 de agosto de 1903 se inauguró una prolongación del trazado que enlazaba el complejo ferroviario de Águilas con el cargadero-embarcadero del Hornillo. En 1941, con la nacionalización de todos los ferrocarriles de vía ancha, la línea pasó a integrarse en la recién creada RENFE. El tráfico ferroviario de mineral se mantuvo activo hasta el cierre de las minas en 1970. Tras la clausura en 1985 de la línea Guadix-Almendricos, el antiguo ramal acabaría integrándose junto a otros trazados de la zona para constituir la nueva línea Murcia-Águilas.